# 5' čepička

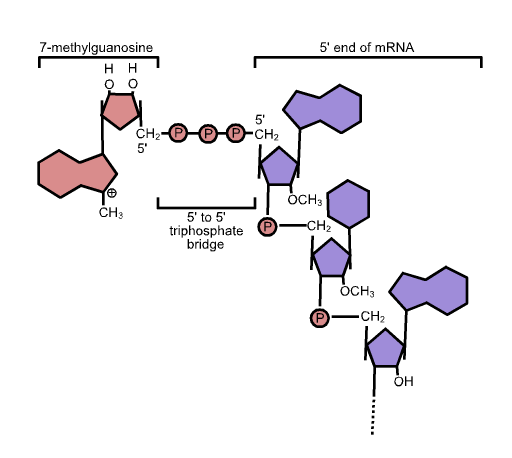
Struktura 5' čepičky. Přes řadu tří fosfátů je navázán 7-methylguanosin

5' čepička (cap) je struktura na 5' konci eukaryotických a virových mRNA, která chrání mRNA před rozkladem buněčnými enzymy (fosfatázami a nukleázami) a usnadňuje transport mRNA a spuštění translace na ribozomu.

## Stavba
Čepička je v podstatě představována především nukleosidem 7-methylguanosinem (m7G) navázaným na první nukleotid mRNA řetězce přes tři fosfátové skupiny (a to přes 5' uhlíky obou ribóz). Mimo to mohou být i jisté strukturní změny provedeny na prvním či druhém nukleotidu (dodatečné methylace na různých skupinách).
Vznikají však různé typy čepiček. Nejjednodušší čepička je typ "0", která se vyskytuje především u jednobuněčných eukaryot a obsahuje pouze m7G. Existuje však také čepička "1", kde je ribóza předposlední báze (té, která byla původně na úplném konci, tedy na pozici "1") methylována v poloze 2' a může být methylován N6 prvního nukleotidu v případě, že jím je adenin, který se jako první vyskytuje velice často; tento typ čepičky je nejčastější u většiny eukaryot. Čepička "2" se vyskytuje pouze u některých druhů a má methylovánu ribózu v poloze 2' i na následujícím nukleotidu. Kromě těchto základních typů existuje i čepička "4", využívaná například trypanosomami, která má methylovanou ribózu na prvních čtyřech pozicích mRNA.

## Tvorba čepičky
Proces přidávání čepičky se nazývá capping a je to první probíhající posttranskripční modifikace surového primárního transkriptu (RNA těsně po svém vzniku). Na cappingu se podílí tři základní enzymy, které pracují v těsném sledu. Nejprve jistá fosfatáza odstraní 5' fosfát z konce mRNA. Následně guanyltransferáza přidá GMP na konec řetězce, a to ve směru 5'–5' (naopak než je normální v nukleových kyselinách). Konečně methyltransferáza přidá na guanosin methylovou skupinu.
Některé viry, jako chřipkové, nesyntetizují tyto enzymy pro vlastní potřebu a ani nezneužívají ty buněčné, ale přímo kradou 5' čepičku z hostitelské mRNA (pravděpodobně ještě v průběhu její syntézy), kterou si pak přesunou na svou vlastní mRNA i s 10-15 počátečními nukleotidy. Neobvykle vzniká také čepička typu 4 u trypanosom, vytváří se nejdříve na krátké, zvlášť syntetizované RNA (takzvané leader sekvenci), která je potom připojena na rostoucí pre-mRNA mechanismem trans-splicingu.
RNA polymeráza I a RNA polymeráza III čepičku nepřidávají, tím se mimo jiné liší od známější RNA polymerázy II.